# Abalak
Abalak è un comune urbano del Niger, capoluogo del dipartimento omonimo nella regione di Tahoua.
È collocata nel nord-est del paese, nella regione del Sahel, savana arida, in via di desertificazione che borda il limite meridionale del deserto del Sahara, dove le annate di siccità possono causare problemi di carestia.
La popolazione è costituita da Hausa, Tuareg e Arabi, dediti per lo più ad attività agricole e pastorali e al commercio.
Storicamente la presenza di un'oasi ne ha fatto un punto di incontro per le popolazioni nomadi del deserto e vi si tengono importanti mercati. Nei pressi esiste un lago artificiale.
A partire dal 1985 è stata il centro delle rivendicazioni autonomistiche dei Tuareg. La città ospita anche una base militare.